# Erostrato
Erostrato (in greco antico: Ἡρόστρατος?, Hēróstratos; Efeso, ... – Efeso, luglio 356 a.C.) è stato un criminale e pastore greco antico che, per immortalare in qualche modo il suo nome, incendiò e distrusse il celeberrimo tempio di Artemide, una delle sette meraviglie del mondo antico, il 21 luglio 356 a.C.
I suoi concittadini, gli Efesini, lo condannarono a morte e decretarono che non venisse mai ricordato il suo nome, che ci è stato tramandato da Claudio Eliano (De nat. an., VI, 40), Strabone (XIV, 1, 22) e Solino (40 segg.).

## Influenza culturale
Il gesto di Erostrato ha fornito ispirazione per la coniazione di neologismi utilizzati in varie lingue, come l'italiano erostratismo, con cui si indica una "patologica ansia di sopravvivere nella memoria dei posteri".
Infatti:
- Alessandro Verri scrisse nel 1815 il romanzo Vita di Erostrato.
- Nel 1896 Marcel Schwob rese la vita di Erostrato, colmata nei suoi punti oscuri dalla fantasia dell'autore, il soggetto d'un breve racconto contenuto nell'opera Vite immaginarie.
- Viene citato da Anton Čechov nel racconto Il grasso e lo smilzo (1883).
- Nel 1939 Jean-Paul Sartre scrisse una breve storia pubblicata ne Il muro intitolata Erostrato: questa storia è una rivisitazione in chiave moderna della storia di questo personaggio.
- Il 30 gennaio 1930, mentre pronunciava un discorso presso lo Sportpalast di Berlino, Adolf Hitler definì Winston Churchill «una delle figure erostratiche più miserabili della storia mondiale».[2]
- Il 2 dicembre 1942, durante l'ultimo discorso da lui pronunciato alla Camera dei Fasci e delle Corporazioni, Benito Mussolini paragonò a Erostrato una signora di Genova che aveva platealmente protestato contro la guerra.[3]
- Nel 1965, Come fece Erostrato è stato un brano di Dino Buzzati nell'opera collettiva Quando l'Italia tollerava.
- Nel 1974 Umberto Eco dedicò una delle sue Interviste impossibili radiofoniche a Erostrato, che era interpretato da Paolo Poli
- Una poesia dal titolo Erostrati compare nella prima raccolta poetica di Sergej Stratanovskij, datata 1993 e intitolata Versi.
- Un libro del 2005 di Paolo Cherchi, Erostrati e astripeti, mette in scena diversi casi di erostratismo, sulla scia di Miguel de Unamuno.
- Fernando Pessoa ha scritto, intorno al 1930, Erostrato e la ricerca dell'immortalità, edito in Italia nel 2006.
- Alberto Moravia pubblica nel 1956 il racconto L'immortale in cui narra la vicenda di Erostrato (ne L'epidemia, racconti surrealisti e satirici, Bompiani 1956). Erostrato è anche uno dei protagonisti del suo romanzo La vita interiore.
- Il distruttivismo trae spunto dalla vicenda di vita di Erostrato.
- Nella prefazione a Il buon soldato Sc'vèik, Jaroslav Hašek scrisse: "Io voglio molto bene al buon soldato Sc'vèik, e raccontandovi le sue avventure durante la guerra mondiale sono convinto che tutta la vostra simpatia si rivolgerà verso questo eroe umile ed oscuro. Egli non ha mica incendiato il tempio della dea in Efeso, come fece quell'imbecille d'Erostrato, allo scopo d'apparire sui giornali e nei libri di letteratura. E ciò mi pare che basti." (traduzione di Renato Poggioli).
- Il filosofo Günther Anders, nell'opera L'uomo è antiquato, paragona la figura di Erostrato a quella del nichilista. La sua sete di vendetta può essere placata solo con un'azione che annunci la sua autoaffermazione: la distruzione totale dell'universo. Con quest'azione, il nichilista cade in contraddizione poiché l'autoaffermazione agognata non avrebbe più nessuno su cui esercitarsi.
- Umberto Eco ne Il pendolo di Foucault, nel finale, paragona l'erostratismo alla formula dei folli per diventare famosi.